# Saint-Quentin-des-Isles
Saint-Quentin-des-Isles és un municipi francès situat al departament de l'Eure i a la regió de Normandia. L'any 2007 tenia 236 habitants.

## Demografia

### Població
El 2007 la població de fet de Saint-Quentin-des-Isles era de 236 persones. Hi havia 92 famílies de les quals 16 eren unipersonals (12 homes vivint sols i 4 dones vivint soles), 44 parelles sense fills, 28 parelles amb fills i 4 famílies monoparentals amb fills.
La població ha evolucionat segons el següent gràfic:
Habitants censats

### Habitatges
El 2007 hi havia 119 habitatges, 95 eren l'habitatge principal de la família, 12 eren segones residències i 11 estaven desocupats. 114 eren cases i 4 eren apartaments. Dels 95 habitatges principals, 66 estaven ocupats pels seus propietaris, 28 estaven llogats i ocupats pels llogaters i 2 estaven cedits a títol gratuït; 1 tenia una cambra, 5 en tenien dues, 9 en tenien tres, 24 en tenien quatre i 57 en tenien cinc o més. 78 habitatges disposaven pel capbaix d'una plaça de pàrquing. A 34 habitatges hi havia un automòbil i a 59 n'hi havia dos o més.

### Piràmide de població
La piràmide de població per edats i sexe el 2009 era:
| Homes | Edats   | Dones |
| ----- | ------- | ----- |
| 0     | 95 o +  | 0     |
| 0     | 90 a 94 | 0     |
| 4     | 85 a 89 | 4     |
| 0     | 80 a 84 | 0     |
| 0     | 75 a 79 | 8     |
| 0     | 70 a 74 | 0     |
| 8     | 65 a 69 | 4     |
| 4     | 60 a 64 | 0     |
| 12    | 55 a 59 | 4     |
| 12    | 50 a 54 | 16    |
| 8     | 45 a 49 | 8     |
| 4     | 40 a 44 | 8     |
| 4     | 35 a 39 | 8     |
| 20    | 30 a 34 | 16    |
| 4     | 25 a 29 | 8     |
| 8     | 20 a 24 | 0     |
| 12    | 15 a 19 | 8     |
| 16    | 10 a 14 | 4     |
| 12    | 5 a 9   | 8     |
| 8     | 0 a 4   | 4     |

## Economia
El 2007 la població en edat de treballar era de 180 persones, 137 eren actives i 43 eren inactives. De les 137 persones actives 123 estaven ocupades (68 homes i 55 dones) i 14 estaven aturades (5 homes i 9 dones). De les 43 persones inactives 16 estaven jubilades, 12 estaven estudiant i 15 estaven classificades com a «altres inactius».

### Ingressos
El 2009 a Saint-Quentin-des-Isles hi havia 100 unitats fiscals que integraven 253,5 persones, la mediana anual d'ingressos fiscals per persona era de 18.965 €.

### Activitats econòmiques
Dels 12 establiments que hi havia el 2007, 1 era d'una empresa alimentària, 1 d'una empresa de construcció, 5 d'empreses de comerç i reparació d'automòbils, 1 d'una empresa de transport, 1 d'una empresa d'hostatgeria i restauració, 1 d'una empresa immobiliària i 2 d'empreses de serveis.
Dels 3 establiments de servei als particulars que hi havia el 2009, 2 eren tallers de reparació d'automòbils i de material agrícola i 1 restaurant.
L'any 2000 a Saint-Quentin-des-Isles hi havia 5 explotacions agrícoles.

## Poblacions més properes
El següent diagrama mostra les poblacions més properes.